# Alexandr Tutakayev
Alexandr Tutakayev –en ruso, Александр Плетнев– (10 de septiembre de 1943) es un deportista soviético que compitió en natación. Ganó una medalla de plata en el Campeonato Europeo de Natación de 1966 en la prueba de 200 m braza.

## Palmarés internacional
| Campeonato Europeo | Campeonato Europeo     | Campeonato Europeo | Campeonato Europeo |
| Año                | Lugar                  | Medalla            | Prueba             |
| ------------------ | ---------------------- | ------------------ | ------------------ |
| 1966               | Utrecht (Países Bajos) | Medalla de plata   | 200 m braza        |